# Pedro Machuca
Pedro Machuca (Toledo, c. de 1490 — Granada, 4 de agosto de 1550) foi um pintor e arquitecto espanhol do século XVI. A sua única, embora célebre, obra de arquitectura é o Palácio de Carlos V, um imponente edifício renascentista encomendado pelo imperador como residência, em Alhambra.
Formou-se na Itália, onde foi discípulo de Miguel Ângelo e conheceu Jacopo Torni. De regresso a Espanha, em 1520, trabalhou como pintor na Capela Real de Granada, assim como em Jaén, em Toledo, e Uclés. Em suas plantas aprecia-se o contacto com a cultura do arquitecto romano Vitrúvio e dos artistas italianos Rafael, Baldassarre Peruzzi e, sobretudo, Giulio Romano.